# Michael Anthony

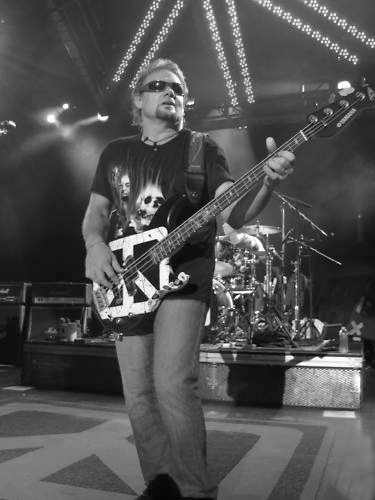
Michael Anthony 2013.

Michael Anthony, egentligen Michael Anthony Sobolewski, född 20 juni 1954 i Chicago, Illinois, är en amerikansk basist. Han ersatte basisten Mark Stone i Van Halen från 1974 fram till 2006, då han ersattes av Wolfgang van Halen. Anthony har tillbringat tid med och spelat tillsammans med bandets förre sångare Sammy Hagar vilket även var anledningen till att han blev sparkad ur bandet av Eddie Van Halen. [källa behövs]
Michael Anthony föddes i Chicago som son till invandrade polska föräldrar. Familjen flyttade på 1960-talet till Arcadia i Kalifornien, där Anthony sedan växte upp.